# Beata Pietkiewicz
Beata Pietkiewicz (ur. 25 czerwca 1981 w Janczunach) – litewska polityk i działaczka samorządowa narodowości polskiej, w latach 2020–2024 posłanka na Sejm Republiki Litewskiej.

## Życiorys
W 2005 ukończyła studia z dziedziny historii na Uniwersytecie Warszawskim, po czym pracowała jako nauczycielka. Działaczka Związku Polaków na Litwie oraz Akcji Wyborczej Polaków na Litwie. Od 2007 związana z administracją rejonu solecznickiego. Była doradczynią mera (2007–2015) i zastępczynią dyrektora administracji rejonowej (2015–2019). W 2019 powołana na zastępczynię mera.
W wyborach w 2020 wystartowała z ramienia AWPL do Sejmu w okręgu jednomandatowym nr 56. Uzyskała mandat poselski, wygrywając w pierwszej turze głosowania. W kwietniu 2022 zrezygnowała z członkostwa w partii, protestując przeciwko kontrowersyjnej wypowiedzi Zbigniewa Jedzińskiego, który proponował stworzenie sojuszu Polski z Rosją. W wyborach w 2024 bez powodzenia ubiegała się o reelekcję do parlamentu jako kandydatka niezależna.
Jej nazwisko na Litwie było zapisywane w formie Petkevič; po uchwaleniu w 2022 ustawy o zapisie nielitewskich nazwisk dokonała urzędowej zmiany zapisu nazwiska.